# CF Universidad
El Club de Fútbol Universidad, más conocido como CF Universidad fue un club de fútbol con sede en la Ciudad de Guatemala. Este equipo surgió a finales de 2022, cuando Comunicaciones Fútbol Club cedió los derechos deportivos de Comunicaciones B, el cual jugaba en la Primera División de Guatemala. 
No confundir con el club más longevo en activo de Guatemala, Universidad de San Carlos Club de Fútbol que juega actualmente en la Segunda División de Guatemala.

## Historia
Se desconoce la fecha exacta de fundación del CF Universidad, únicamente se sabe que fue creado a finales de 2022. El 9 de noviembre de dicho año, Comunicaciones FC cedió los derechos deportivos de Cremas B (equipo que competía en la Primera División de Guatemala) a la Universidad de San Carlos de Guatemala.
El CF Universidad firmó un convenio con la casa de estudios para el uso la ficha deportiva, de esta manera, el club no dependería administrativa ni económicamente de la Universidad de San Carlos de Guatemala y designó a Juan Manuel Funes como presidente del equipo.
Esto marcó la separación entre el CF Universidad y Universidad de San Carlos Club de Fútbol, pues el segundo sí era administrado por la casa de estudios. 
Con el tiempo, se conoció que Miguel Martínez, un exfuncionario público acusado de corrupción, era el dueño del equipo de fútbol, y que, además, se encontraba presente en la conferencia de prensa donde se dio a conocer al CFU. La institución contaba con grandes privilegios, los cuales eran pagados por Martínez.  Tras conocerse esta información, el equipo sufrió el rechazo de los aficionados sancarlistas y de otros clubes. 
CF Universidad debutó en el torneo Clausura 2023, dirigidos por el argentino Mauricio Tapia. Su primer partido oficial fue el 14 de enero de 2023 contra Juventud Pinulteca, donde cayeron 0-2. Los primeros partidos como locales se jugaron en el Estadio Pensativo, ubicado en Antigua Guatemala. En el mes de febrero, cambiaron su sede al Estadio Manuel Felipe Carrera, debido a que el Premundial Sub-17 de CONCACAF se realizaría en Guatemala, ocupando el Estadio Pensativo. El primer partido como locales en la capital fue el 11 de febrero de 2023, contra Sacachispas. Este partido fue una victoria 1-0 para CF Universidad. En este torneo, llegaron hasta los cuartos de final, donde ganaron la ida 3-0, pero cayeron en la vuelta 5-0 contra Coatepeque.
En el Apertura 2023, siguieron jugando como locales en el Estadio Manuel Felipe Carrera, ahora dirigidos por Ramiro Cepeda. En este torneo finalizaron en primer lugar del Grupo B. Llegaron hasta semifinales, donde empataron 1-1 con Marquense en el Estadio Marquesa de la Ensenada, en la vuelta, empataron nuevamente 1-1. Tras una larga tanda de penales que finalizó 14-13 a favor de los leones, el CF Universidad fue eliminado del torneo.
Para el torneo Clausura 2024 se mudaron al Estadio Revolución, ya que la Ciudad Universitaria fue abierta nuevamente. El primer partido en este estadio fue el 13 de enero de 2024, donde derrotaron 5-0 a San Benito. Finalizaron nuevamente en primer lugar del Grupo B. Llegaron hasta cuartos de final, donde se enfrentaron a Juventud Pinulteca. Empataron en ambos partidos 0-0. La tanda de penales fue 1-3 a favor de los josefinos. En este torneo, los dos máximos goleadores del torneo fueron Carlos Kamiani Félix con 13 goles y Nicolás Martínez con 12.
El 19 de julio de 2024, hicieron la presentación del nuevo uniforme, la plantilla y la nueva junta directiva, donde se designó a José Domingo Conde como presidente del club. En el Apertura 2024 finalizaron en séptimo lugar del Grupo B, por lo que no clasificaron a la fase de eliminación, concluyendo así su participación. Tras concluir el torneo, el entrenador Ramiro Cepeda fue destituido tras 3 torneos al frente de CF Universidad. Juan Manuel "Memín" Funes fue anunciado como nuevo director técnico del equipo de cara al siguiente torneo, quien previamente había ocupado el cargo de presidente de dicha institución.
Para el Clausura 2025 se designa a Milton Santizo como presidente del club dos días antes de la jornada 9 del torneo. Finalizaron segundo lugar del Grupo B, con lo que clasificaron directo a los cuartos de final, donde se midieron a San Benito, ganando tanto la ida como la vuelta con marcador de 1-0. Para las semifinales, se enfrentaron al histórico Aurora, la ida se jugó en Amatitlán, donde empataron 0-0. En la vuelta, CF Universidad hizo de local en el estadio Cementos Progreso, donde cayeron 0-1. De esta manera finalizaron un torneo, donde los problemas económicos y los cambios de directiva afectaron el rendimiento de los jugadores.
El club presentó graves problemas económicos, acumulando deudas desde el Clausura 2025, por lo que no pudieron inscribirse para la temporada 2025/26 de la Primera División. De esta manera, el 25 de junio de 2025 notificaron a la liga que no participarían. Es así como desaparece la franquicia de CF Universidad, la cual se vio involucrada en distintas polémicas por la administración de la institución, desde el inicio hasta la desaparición. 

## Datos del club
- Temporadas en Primera División: 3.
- Mayor goleada conseguida: 5-0 a San Benito (Clausura 2024).
- Mayor goleada encajada: 0-5 contra Coatepeque (Clausura 2023).
- Mejor puesto en la liga: 1° en Apertura 2023 y Clausura 2024.
- Peor puesto en la liga: 7° en Apertura 2024.
- Máximo goleador: Carlos Kamiani Félix con 33 goles (del Clausura 2023 al Clausura 2025).